# Elecciones provinciales de La Rioja (Argentina) de 1918
Las elecciones provinciales de La Rioja de 1918 tuvieron lugar el domingo 2 de junio del mencionado año, con el objetivo objetivo de restaurar la autonomía de la provincia después de la intervención federal realizada el 17 de abril del mismo. Benjamín Rincón no fue votado por el colegio electoral si no hasta el 25 de febrero de 1920, asumiendo el 10 de marzo de ese año.

## Resultados

### Electores de Gobernador y vicegobernador
| Arauco 2 Electores                             | Arauco 2 Electores | Arauco 2 Electores |
| Candidato                                      | Votos              | %                  |
| ---------------------------------------------- | ------------------ | ------------------ |
| Francisco Moreno                               | 101                | 50,00              |
| Justo de la Fuente (h)                         | 101                | 50,00              |
| Votos positivos                                | 202                | 93,52              |
| Votos en blanco                                | 14                 | 6,48               |
| Total de votos                                 | 216                | 100                |
| Capital, Independencia y Sanagasta 4 Electores |                    |                    |
| Candidato                                      | Votos              | %                  |
| Nicolás Luna                                   | 1.715              | 24,42              |
| Antonio Canellada                              | 1.715              | 24,42              |
| Elías Díaz                                     | 1.715              | 24,42              |
| Juan J. Aguilar                                | 1.715              | 24,42              |
| Francisco Álamo                                | 41                 | 0,58               |
| Domingo A. Herrera                             | 41                 | 0,58               |
| Manuel Páez                                    | 41                 | 0,58               |
| Manuel Herrera                                 | 41                 | 0,58               |
| Votos positivos                                | 7.024              | 97,08              |
| Votos en blanco                                | 211                | 2,92               |
| Total de votos                                 | 7.235              | 100                |
| Castro Barros 2 Electores                      |                    |                    |
| Candidato                                      | Votos              | %                  |
| Serafín Contreras                              | 621                | 50,00              |
| Ismael Brizuela                                | 621                | 50,00              |
| Votos positivos                                | 1.242              | 95,83              |
| Votos en blanco                                | 32                 | 2,47               |
| Votos anulados                                 | 22                 | 1,70               |
| Total de votos                                 | 1.296              | 100                |
| Chilecito 4 Electores                          |                    |                    |
| Candidato                                      | Votos              | %                  |
| Pablo P. Martínez                              | 806                | 25,00              |
| Domingo Olmedo                                 | 806                | 25,00              |
| Ramón Lencinas                                 | 806                | 25,00              |
| Florencio Dávila San Román                     | 806                | 25,00              |
| Votos positivos                                | 3.224              | 97,85              |
| Votos en blanco                                | 71                 | 2,15               |
| Total de votos                                 | 3.295              | 100                |
| Famatina 2 Electores                           |                    |                    |
| Candidato                                      | Votos              | %                  |
| Emilio de la Vega                              | 556                | 50,00              |
| Pedro Cano                                     | 556                | 50,00              |
| Votos positivos                                | 1.112              | 97,29              |
| Votos en blanco                                | 31                 | 2,71               |
| Total de votos                                 | 1.143              | 100                |
| General Belgrano 2 Electores                   |                    |                    |
| Candidato                                      | Votos              | %                  |
| Cayetano Torres                                | 406                | 50,00              |
| José S. Brizuela                               | 406                | 50,00              |
| Votos positivos                                | 812                | 86,47              |
| Votos en blanco                                | 127                | 13,53              |
| Total de votos                                 | 939                | 100                |
| General Lamadrid 2 Electores                   |                    |                    |
| Candidato                                      | Votos              | %                  |
| Pedro Minué                                    | 210                | 50,00              |
| Eleidor Astorga                                | 210                | 50,00              |
| Votos positivos                                | 420                | 94,59              |
| Votos en blanco                                | 24                 | 5,41               |
| Total de votos                                 | 444                | 100                |
| General Lavalle 2 Electores                    |                    |                    |
| Candidato                                      | Votos              | %                  |
| José C. Asiar                                  | 530                | 50,00              |
| Anacleto Olivares                              | 530                | 50,00              |
| Votos positivos                                | 1.060              | 96,36              |
| Votos en blanco                                | 40                 | 3,64               |
| Total de votos                                 | 1.100              | 100                |
| General Ocampo 2 Electores                     |                    |                    |
| Candidato                                      | Votos              | %                  |
| Pascual Sánchez                                | 529                | 50,00              |
| Ramón J. Moreno                                | 529                | 50,00              |
| Votos positivos                                | 1.058              | 93,71              |
| Votos en blanco                                | 71                 | 6,29               |
| Total de votos                                 | 1.129              | 100                |
| General Roca 2 Electores                       |                    |                    |
| Candidato                                      | Votos              | %                  |
| Aniceto Rivero                                 | 456                | 50,00              |
| Felipe Martínez                                | 456                | 50,00              |
| Votos positivos                                | 912                | 95,40              |
| Votos en blanco                                | 44                 | 4,60               |
| Total de votos                                 | 956                | 100                |
| General San Martín 2 Electores                 |                    |                    |
| Candidato                                      | Votos              | %                  |
| Juan F. Guzmán                                 | 261                | 50,00              |
| Serviliano S. Soria                            | 261                | 50,00              |
| Votos positivos                                | 522                | 85,15              |
| Votos en blanco                                | 91                 | 14,85              |
| Total de votos                                 | 613                | 100                |
| General Sarmiento 2 Electores                  |                    |                    |
| Candidato                                      | Votos              | %                  |
| Juan B. Carrizo                                | 418                | 50,00              |
| Ramón E. Álvarez                               | 418                | 50,00              |
| Votos positivos                                | 836                | 96,20              |
| Votos en blanco                                | 33                 | 3,80               |
| Total de votos                                 | 869                | 100                |
| Juárez Celman 2 Electores                      |                    |                    |
| Candidato                                      | Votos              | %                  |
| Ramón A. Bustamante                            | 532                | 50,00              |
| Arturo de Arrascaeta                           | 532                | 50,00              |
| Votos positivos                                | 1.064              | 96,82              |
| Votos en blanco                                | 35                 | 3,18               |
| Total de votos                                 | 1.099              | 100                |
| Rivadavia 2 Electores                          |                    |                    |
| Candidato                                      | Votos              | %                  |
| Pedro S. Sánchez                               | 265                | 50,00              |
| Teodoro Gómez                                  | 265                | 50,00              |
| Votos positivos                                | 530                | 79,46              |
| Votos en blanco                                | 137                | 20,54              |
| Total de votos                                 | 667                | 100                |
| San Blas de los Sauces 2 Electores             |                    |                    |
| Candidato                                      | Votos              | %                  |
| Damián Nieto                                   | 589                | 50,00              |
| J. Manuel Andrade                              | 589                | 50,00              |
| Votos positivos                                | 1.178              | 98,08              |
| Votos en blanco                                | 23                 | 1,92               |
| Total de votos                                 | 1.201              | 100                |
| Vélez Sársfield 2 Electores                    |                    |                    |
| Candidato                                      | Votos              | %                  |
| Gamaliel Barros                                | 270                | 50,00              |
| Vicente Bazán                                  | 270                | 50,00              |
| Votos positivos                                | 540                | 99,08              |
| Votos en blanco                                | 5                  | 0,92               |
| Total de votos                                 | 545                | 100                |

### Legislatura
| Arauco 1 Diputado                              | Arauco 1 Diputado | Arauco 1 Diputado |
| Candidato                                      | Votos             | %                 |
| ---------------------------------------------- | ----------------- | ----------------- |
| Olímpides Brizuela                             | 500               | 99,80             |
| Casimiro Godoy                                 | 1                 | 0,20              |
| Votos positivos                                | 501               | 97,28             |
| Votos en blanco                                | 14                | 2,72              |
| Total de votos                                 | 515               | 100               |
| Capital, Independencia y Sanagasta 2 Diputados |                   |                   |
| Candidato                                      | Votos             | %                 |
| Samuel Luna                                    | 1.757             | 49,99             |
| Ricardo P. Corominas                           | 1.756             | 49,96             |
| Pedro Alem                                     | 1                 | 0,03              |
| Antonio Canellada                              | 1                 | 0,03              |
| Votos positivos                                | 3.515             | 92,87             |
| Votos en blanco                                | 270               | 7,13              |
| Total de votos                                 | 3.785             | 100               |
| Castro Barros 1 Diputado                       |                   |                   |
| Candidato                                      | Votos             | %                 |
| José Ángel Brizuela                            | 622               | 100               |
| Votos positivos                                | 622               | 92,15             |
| Votos en blanco                                | 31                | 4,59              |
| Votos anulados                                 | 22                | 3,26              |
| Total de votos                                 | 675               | 100               |
| Chilecito 2 Diputados                          |                   |                   |
| Candidato                                      | Votos             | %                 |
| Venancio Martínez                              | 891               | 50,00             |
| Guillermo de la Colina                         | 891               | 50,00             |
| Votos positivos                                | 1.782             | 96,43             |
| Votos en blanco                                | 66                | 3,57              |
| Total de votos                                 | 1.848             | 100               |
| Famatina 1 Diputado                            |                   |                   |
| Candidato                                      | Votos             | %                 |
| Gregorio S. Barrionuevo                        | 557               | 100               |
| Votos positivos                                | 557               | 98,76             |
| Votos en blanco                                | 7                 | 1,24              |
| Total de votos                                 | 564               | 100               |
| General Belgrano 1 Diputado                    |                   |                   |
| Candidato                                      | Votos             | %                 |
| Gamaliel Sánchez                               | 404               | 95,06             |
| José T. Luna                                   | 21                | 4,94              |
| Votos positivos                                | 425               | 79,74             |
| Votos en blanco                                | 108               | 20,26             |
| Total de votos                                 | 533               | 100               |
| General Lamadrid 1 Diputado                    |                   |                   |
| Candidato                                      | Votos             | %                 |
| Juan de la Rosa Páez                           | 210               | 100               |
| Votos positivos                                | 210               | 89,74             |
| Votos en blanco                                | 24                | 10,26             |
| Total de votos                                 | 234               | 100               |
| General Lavalle 1 Diputado                     |                   |                   |
| Candidato                                      | Votos             | %                 |
| Ramón Orquera                                  | 529               | 100               |
| Votos positivos                                | 529               | 92,81             |
| Votos en blanco                                | 41                | 7,19              |
| Total de votos                                 | 570               | 100               |
| General Ocampo 1 Diputado                      |                   |                   |
| Candidato                                      | Votos             | %                 |
| Ángel Molina Herrera                           | 529               | 100               |
| Votos positivos                                | 529               | 88,17             |
| Votos en blanco                                | 71                | 11,83             |
| Total de votos                                 | 600               | 100               |
| General Roca 1 Diputado                        |                   |                   |
| Candidato                                      | Votos             | %                 |
| Carlos M. Quiroga                              | 452               | 100               |
| Votos positivos                                | 452               | 90,40             |
| Votos en blanco                                | 48                | 9,60              |
| Total de votos                                 | 500               | 100               |
| General San Martín 1 Diputado                  |                   |                   |
| Candidato                                      | Votos             | %                 |
| Cayetano Brondo                                | 268               | 100               |
| Votos positivos                                | 268               | 76,14             |
| Votos en blanco                                | 84                | 23,86             |
| Total de votos                                 | 352               | 100               |
| General Sarmiento 1 Diputado                   |                   |                   |
| Candidato                                      | Votos             | %                 |
| Carlos Deglimes                                | 416               | 100               |
| Votos positivos                                | 416               | 92,24             |
| Votos en blanco                                | 35                | 7,76              |
| Total de votos                                 | 451               | 100               |
| Juárez Celman 1 Diputado                       |                   |                   |
| Candidato                                      | Votos             | %                 |
| Clemente Cejas Mariño                          | 531               | 100               |
| Votos positivos                                | 531               | 93,65             |
| Votos en blanco                                | 36                | 6,35              |
| Total de votos                                 | 567               | 100               |
| Rivadavia 1 Diputado                           |                   |                   |
| Candidato                                      | Votos             | %                 |
| Vicente Gómez                                  | 390               | 100               |
| Votos positivos                                | 390               | 97,01             |
| Votos en blanco                                | 12                | 2,99              |
| Total de votos                                 | 402               | 100               |
| San Blas de los Sauces 1 Diputado              |                   |                   |
| Candidato                                      | Votos             | %                 |
| Lidoro M. Calderón                             | 589               | 100               |
| Votos positivos                                | 589               | 96,24             |
| Votos en blanco                                | 23                | 3,76              |
| Total de votos                                 | 612               | 100               |
| Vélez Sársfield 1 Diputado                     |                   |                   |
| Candidato                                      | Votos             | %                 |
| Lindor Pereyra                                 | 271               | 100               |
| Votos positivos                                | 271               | 98,55             |
| Votos en blanco                                | 4                 | 1,45              |
| Total de votos                                 | 275               | 100               |